# Мирабадский район
Мирабадский район (узб. Mirobod tumani / Миробод тумани) — административно-территориальная единица города Ташкента. Расположен на юге столицы. Современная (2009) площадь — 2858 гектаров, население — 122,8 тысяч человек.

## История
Район образован в 1929 году под названием Ленинский. 8 мая 1992 года получил название Мирабадский.

## Расположение и границы
На севере Мирабадский район граничит с Юнусабадским районом, на северо-западе — с Яккасарайским районом, на юго-западе — с Сергелийским районом, на юге — с Бектемирским районом, на востоке — с Яшнабадским районом.
Граница с Юнусабадским районом пролегает по улице Матбуотчилар.
Граница с Яккасарайским районом проходит вдоль проспекта Шарафа Рашидова и улиц — Мирабадская, Катта Мирабад, Кичик Бешагач, Ок Йул и 1 проездом Малой Мирабадской.
Граница с Сергелийским районом проходит вдоль улиц Кумарык, Эски Отчопар, Бешкент и улицы Янги Куйлюк.
Граница с Бектемирским районом проходит по Ташкентской кольцевой автомобильной дороге.
Граница с Яшнабадским районом проходит по улицам Истикбол и Фергана Йули.

## Физическая география
По территории Мирабадского района протекают каналы Баротхужа, Салар, Толарик.

## Транспорт
На территории района расположены станции метро Узбекистанской линии — Космонавтлар», «Айбек», «Ташкент», конечная станция Юнусабадской линии — «Минг Урик», и станция Кольцевой Линии — «Матонат». 
На территории Мирабадского района расположены государственно-акционерная железнодорожная компания "Узбекистон темир йуллари", железнодорожный вокзал "Ташкент Центральный" (Северный), головной офис Национальной авиакомпании Узбекистана.

## Культура и образование
На территории Мирабадского района действуют Большой театр имени Алишера Навои, Русский драматический театр Узбекистана, два дома культуры, парк культуры и отдыха имени Фурката, семь библиотек, 17 общеобразовательных, две музыкальные и три спортивные школы, три академических лицея, восемь ВУЗов — филиал МГУ имени М. В. Ломоносова в Ташкенте, Международный Вестминстерский университет в Ташкенте, Ташкентский фармацевтический институт, Ташкентский институт востоковедения, Ташкентский авиационный институт, Ташкентский автомобильно-дорожный институт, Ташкентский институт инженеров железнодорожного транспорта, Институт службы национальной безопасности Республики Узбекистан.